# Hayato Murotsu
Hayato Murotsu (japanisch 室津 颯斗 Murotsu Hayato; * 12. April 2000 in der Präfektur Osaka) ist ein japanischer Fußballspieler.

## Karriere
Murotsu erlernte das Fußballspielen in der Jugendmannschaft von Cerezo Osaka. Die U23-Mannschaft des Vereins spielte in der dritten Liga, der J3 League. Bereits als Jugendspieler absolvierte er ein Drittligaspiel.